# Morten Ask
Morten Ask (* 14. Mai 1980 in Oslo) ist ein ehemaliger norwegischer Eishockeyspieler (Center) und derzeitiger -trainer, der im Verlauf seiner aktiven Karriere vorwiegend für Vålerenga IF in der GET-ligaen gespielt hat. Sein Vater Erik Ask ist ebenfalls eine bekannte Eishockey-Persönlichkeit.

## Karriere
Morten Ask begann seine Karriere in der norwegischen GET-ligaen bei Furuset Ishockey. In seiner ersten Saison in der höchsten norwegischen Spielklasse erzielte der Linksschütze in 28 Spielen acht Tore und drei Vorlagen, ehe er zur Spielzeit 1998/99 zu Vålerenga IF Oslo wechselte, mit dem er auf Anhieb Norwegischer Meister wurde. Diesen Erfolg konnte er mit seiner Mannschaft 2001 wiederholen. Nach fünf Jahren verließ der Angreifer Norwegen zu Beginn der Saison 2002/03 in Richtung Vereinigte Staaten, wo er sich den Laredo Bucks aus der Central Hockey League anschloss. Schon ein Jahr später versuchte der Norweger sein Glück in der ECHL bei Toledo Storm, wo er in 62 Spiele 21 Tore schoss und 30 weitere Treffer vorbereitete. In den darauffolgenden Spielzeiten spielte Ask bei den Las Vegas Wranglers, die er nach durchwachsenen Jahren 2004 wieder in Richtung Oslo verließ. Mit Vålerenga wurde er 2005 erneut Meister. 

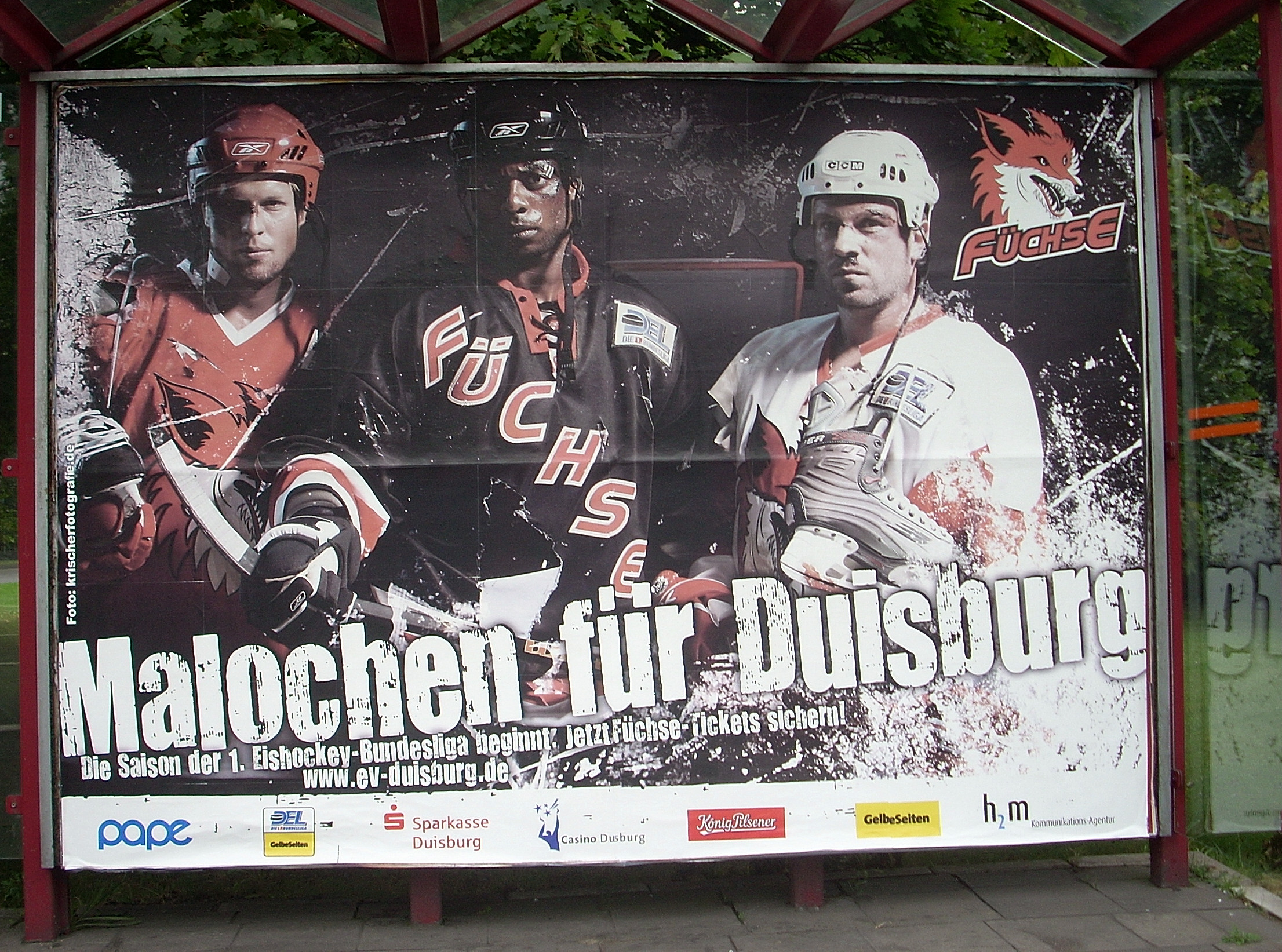
Image-Kampagne „Malochen für Duisburg“ des EV Duisburg mit Morten Ask, Jean-Luc Grand-Pierre und Alexander Seliwanow (v. l. n. r.)

Zur Saison 2005/06 wechselte Morten Ask in die finnische SM-liiga zu Saimaan Pallo, wo er als erster norwegischer Spieler der Ligageschichte in die Historie einging. Ein Jahr später wechselte er in die schwedische Elitserien, wo er bis zur Saison 2007/08 für Djurgårdens IF spielte. Während der Saison verpflichten die Füchse Duisburg den norwegischen Nationalspieler, für die er ebenfalls in der Saison 2008/09 auf Eis ging. Nach dem Rückzug der Duisburger aus der DEL heuerte der Stürmer bei den Thomas Sabo Ice Tigers an, für die er in der Spielzeit 2009/10 in 42 Spielen zehn Tore erzielte und 23 Vorlagen gab.
Nachdem er zuvor vertraglos war, wurde Ask im Januar 2011 von seinem Ex-Verein Vålerenga IF Oslo verpflichtet. In den Playoffs bereitete er für diesen in fünf Spielen drei Tore vor. Im Sommer absolvierte er auf Basis eine Probevertrags für den tschechischen Spitzenklub HC Sparta Prag zwei Spiele in der European Trophy und bereitete dabei ein Tor vor. Für die Saison 2011/12 erhielt er schließlich einen Vertrag beim Lørenskog IK aus der GET-ligaen, wechselte aber bereits nach drei Spielen zum HV71 Jönköping in die Elitserien, wo er bis Abschluss der Saison verblieb. Anschließend kehrte er zum Vålerenga IF zurück, wo er in der Saison 2013/14 den Titel als bester Scorer der norwegischen Liga gewann. Nach der Saison 2018/19 beendete er seine aktive Karriere.
Zur Saison 2020/21 wurde er als Assistenztrainer bei seinem Ex-Klub Vålerenga angestellt, eine Funktion, die er jedoch nur eine Spielzeit innehatte da Ask im Anschluss zum Youth Hockey Supervisor ernannt wurde. Zur Saison 2022/23 erhielt er den Job des Assistenztrainers bei Manglerud Star.

### International
Für Norwegen nahm Ask im Juniorenbereich an der U18-Junioren-B-Europameisterschaft 1997 sowie den U20-Junioren-B-Weltmeisterschaften 1997 und 1999 teil. Im Seniorenbereich stand er im Aufgebot seines Landes bei den B-Weltmeisterschaften 2002 und 2005, bei den A-Weltmeisterschaften 2001, 2006, 2007, 2008, 2009, 2011, 2012, 2013, 2014 und 2015 sowie bei den Olympischen Winterspielen 2014.

## Erfolge und Auszeichnungen
- 1999 Norwegischer Meister mit Vålerenga IF Oslo
- 2001 Norwegischer Meister mit Vålerenga IF Oslo
- 2004 Teilnahme am ECHL All-Star Game
- 2005 Norwegischer Meister mit Vålerenga IF Oslo
- 2014 Topscorer und bester Vorlagengeber der GET-ligaen

### International
- 2005 Aufstieg in die Top-Division bei der Weltmeisterschaft der Division I
- 2005 Topscorer der Weltmeisterschaft der Division I, Gruppe A
- 2005 Bester Torschütze der Weltmeisterschaft der Division I, Gruppe A
- 2005 Bester Vorlagengeber der Weltmeisterschaft der Division I, Gruppe A

## Karrierestatistik
(Legende zur Spielerstatistik: Sp oder GP = absolvierte Spiele; T oder G = erzielte Tore; V oder A = erzielte Assists; Pkt oder Pts = erzielte Scorerpunkte; SM oder PIM = erhaltene Strafminuten; +/− = Plus/Minus-Bilanz; PP = erzielte Überzahltore; SH = erzielte Unterzahltore; GW = erzielte Siegtore; 1 Play-downs/Relegation; Kursiv: Statistik nicht vollständig)